# Língua mele-fila
[carece de fontes?]
Mele-Fila (Ifira-Mele) é uma língua Polinésia falada nas ilhas Mele, Ifira e Éfaté em Vanuatu.

## Fonologia
|             |             | Labial | Labial | Alveolar | Alveolo- palatal | Velar | Glotal |
| plana       | Labializada |        |        | Alveolar | Alveolo- palatal | Velar | Glotal |
| ----------- | ----------- | ------ | ------ | -------- | ---------------- | ----- | ------ |
| Nasal       | Sonora      | m      | mʷ     | n        |                  | ŋ     |        |
| Oclusiva    | Surda       | p      | pʷ     | t        | t͡ɕ               | k     |        |
| Fricativa   | Surda       | f      |        | s        |                  |       |        |
| Fricativa   | Sonora      | v      |        |          |                  |       |        |
| Vibrante    | plana       |        |        | r        |                  |       |        |
| Aproximante | Surda       |        |        |          |                  |       | h      |
| Aproximante | Sonora      |        |        | l        |                  |       |        |

Esta linguagem é incomum entre as línguas polinésias pelo seu fonema / tɕ /. No dialeto Fila, /p/ e /m/ não são distintos de suas contrapartes  labializadas.:948
|         | Frontal | Central | Posterior |
| ------- | ------- | ------- | --------- |
| Fechada | i       |         | u         |
| Medial  | e       |         | o         |
| Aberta  |         | a       |           |

### Estrutura da palavra
Na língua Mele-Fila, a tonicidade da palavra geralmente cai na penúltima sílaba. As palavras do Mele-Fila geralmente contêm pelo menos três vogais.:948
A linguagem Mele-Fila tomou significativos empréstimos de palavras das línguas efatas de Vanuatu.:948 Também emprestou do  inglês e  francês via Bislama, uma das línguas nacionais de Vanuatu e também língua crioula]]. : 948 Isso fez com que sua estrutura de sílaba permitisse consoantes (C) VC, assim como (C) V.  Consoantes podem ser geminadas, o que indica que um substantivo é plural.:949
Grupos consonantais existem na linguagem Mele-Fila. No entanto, eles só podem ser formados a partir destas três combinações: uma sonorante  e uma obstruente; uma fricativa e uma oclusiva; uma obstruente e uma nasal.:949